# The Duellists
The Duellists is een Britse dramafilm uit 1977 onder regie van Ridley Scott.
Het scenario is gebaseerd op het korte verhaal The Duel, opgenomen in A Set of Six (1908), van Joseph Conrad. The Duellists is een historisch drama dat zich afspeelt tijdens de napoleontische oorlogen. Het is het speelfilmdebuut van Ridley Scott die eerst twintig jaar ervaring had opgedaan als cameraman en als regisseur van reclamespots.

## Verhaal
Straatsburg in 1800, in de tijd van het consulaat. Luitenant Armand d'Hubert van het 3e huzarenregiment krijgt van brigadegeneraal Treillard het bevel zo vlug mogelijk Gabriel Féraud aan te houden. De brute en agressieve Féraud is luitenant in het 7e huzarenregiment. Hij heeft de neef van de burgemeester ernstig toegetakeld in een duel. D'Hubert ziet zich verplicht hem te arresteren in de salon van Madame de Lionne, een vooraanstaande dame en een vriendin van Féraud.
Deze is diep vernederd en na een hevige ruzie daagt hij D'Hubert uit om met hem te duelleren. Tijdens het gevecht verwondt D'Hubert hem aan de onderarm maar Férauds meid komt op tijd tussen om erger te vermijden. Féraud zint op wraak.
Kort daarna breekt er oorlog uit maar tijdens een korte periode van vrede kruisen hun wegen elkaar opnieuw in 1801 in Augsburg. Féraud daagt D'Hubert opnieuw uit tot een duel waarbij D'Hubert ernstige verwondingen oploopt. De volgende vijftien jaar blijven beide militairen elkaar overal in Europa tegen het lijf lopen.

## Rolverdeling
| Acteur            | Personage          |
| ----------------- | ------------------ |
| Keith Carradine   | D'Hubert           |
| Harvey Keitel     | Feraud             |
| Albert Finney     | Fouche             |
| Edward Fox        | Kolonel            |
| Cristina Raines   | Adele              |
| Robert Stephens   | Generaal Treillard |
| Tom Conti         | Dokter Jacquin     |
| John McEnery      | Chevalier          |
| Diana Quick       | Laura              |
| Alun Armstrong    | Lacourbe           |
| Maurice Colbourne | Secondant          |
| Gay Hamilton      | Meid               |
| Meg Wynn Owen     | Leonie             |
| Jenny Runacre     | Madame de Lionne   |
| Alan Webb         | Chevalier          |

## Productie
Een groot deel van de buitenopnames vond plaats in Dordogne. Onder andere het kasteel van Puymartin diende als decor.